# Montanoa guatemalensis
Montanoa guatemalensis là một loài thực vật có hoa trong họ Cúc. Loài này được Benjamin Lincoln Robinson và Jesse More Greenman mô tả khoa học đầu tiên năm 1899.

## Phân bố
Loài bản địa Costa Rica, El Salvador, Guatemala, Honduras, Nicaragua.